# Всеволожский, Игорь Евгеньевич
И́горь Евге́ньевич Все́воложский (1903—1967) — русский советский прозаик и драматург, известный произведениями о море. Член Союза писателей с 1944.

## Биография
Родился в Санкт-Петербурге 23 июля (5 августа) 1903 года.
Подростком участвовал в гражданской войне (на Западном фронте). С 1922 занимался литературным трудом.
Участник советско-финляндской войны 1939—1940. В годы Великой Отечественной войны политрук, военный журналист на Балтийском и Черноморском флотах.
Умер 9 сентября 1967 года в деревне Кясму в Эстонии.

## Творчество
Творчество посвящено главным образом морю и флоту.
Автор книг о маршале С. М. Будённом («Хуторская команда», «Восемь смелых буденновцев», «Отряды в степи»), о генерале Оке Городовикове («В боях и походах»), о борьбе пионеров с нацистами на Украине («Пещера капитана Немо», 1946) и многих романов о моряках («Уходим завтра в море». «В морях твои дороги», «Балтийские ветры», «Раскинулось море широко», «Пленники моря», «Неуловимый монитор», «Золотая балтийская осень», «Ночные туманы»). Писал пьесы для Центрального театра Красной армии, для тюзов.
Советским любителям фантастики известен научно-фантастической повестью «Судьба прозорливца» (1948) — о человеке, умеющем читать чужие мысли.

## Публикации
- Всеволожский И. Е.  Боевой друг. Пьеса. — М., ГИХЛ, 1933.
- Всеволожский И. Семен Михайлович Буденный — Маршал Советского Союза. — М.; Л.: Детиздат, 1937. Архивировано 7 апреля 2014 года.
- Всеволожский И. Знатная жена. Комедия в 3 действиях. — М.; Л.: Искусство, 1938. — 67 с.
- Всеволожский И. Е. Амурские  ребята. — М.—Л.: Детиздат, 1940.
- Всеволожский И. Е. Зелёная стрела. Сухопутные приключения юного моряка. [Повесть.]. — М.—Л.: Детское издательство, 1945. — 88 с. — 30 000 экз.
- Всеволожский И. Е. Трубка полковника. Повесть. — Симферополь: Издательство и типография изд-ва «Красный Крым», 1945. — 64 с. — 10 000 экз.
- Всеволожский И. Е. Три поединка. [Повести в трёх выпусках.]. — Майкоп: Адыгнациздат, 1946. — 64 с. — 10 000 экз.
- Всеволожский И. Е. Пещера капитана Немо: Повесть. — М.—Л.: Детгиз, 1946. — 30 000 экз.
- Всеволожский И. Е. Судьба прозорливца. — Дзауджикау, 1948.
- Всеволожский И. Е. В морях твои дороги. — Воениздат, 1954. — 206 с. — 150 000 экз.
- Всеволожский И. В морях твои дороги. — М.: Военное Изд-во Министерства Обороны Союза ССР, 1954. — 494 с.
- Всеволожский И. Е. Раскинулось море широко. — М.: Воениздат, 1956.
- Всеволожский И. Балтийские ветры. Сцены из морской жизни. — М.: Воениздат, 1958. — 384 с.
- Всеволожский И. Неуловимый Монитор. Быль. — М.: Воениздат, 1959. — 240 с. — (Библиотечка военных приключений).
- Всеволожский И. Е. Пленники моря. — Воениздат, 1961. — 662 с. — 90 000 экз.
- Всеволожский И. Е. Золотая балтийская осень. — Воениздат, 1964. — 336 с. — 115 000 экз.
- Всеволожский И. Е. Хуторская команда. — М.: Детгиз, 1965. — 206 с. — 150 000 экз.
- Всеволожский И. Е. Ночные туманы. — М.: Воениздат, 1967.
- Всеволожский И. Е. Рыцари моря. — М.: Детская литература, 1967.
- Всеволожский И. Е. Уходим завтра в море. — Калининградское книжное издательство, 1974. — 376 с. — 50 000 экз.
- Всеволожский И. Е. Восемь смелых буденовцев. — М.: Детская литература, 1983. — 32 с.
- Всеволожский И. Е. У нас на флоте. — М.: Воен.-мор., 1952. — 296 с.